# Portada/efemèride novembre 18
Margaret Atwood
« 17 de novembre · 18 de novembre · 19 de novembre »